# Pseudomiza argentilinea
Pseudomiza argentilinea là một loài bướm đêm trong họ Geometridae.